# Kedaung Kali Angke
Kedaung Kali Angke is een kelurahan in het onderdistrict Cengkareng in het westen van Jakarta, Indonesië. De naam is afkomstig van de kedaung-boom en de rivier de Angke. De wijk telt 36.821 inwoners (volkstelling 2010) op een oppervlakte van 2,61 km².